# Voyelle ouverte postérieure non arrondie
La voyelle ouverte (ou basse) postérieure non arrondie est une voyelle utilisée dans certaines langues. Son symbole dans l'alphabet phonétique international est un a cursif [ɑ], et son équivalent en symbole X-SAMPA est A.

## Caractéristiques
- Son degré d'aperture est ouvert, ce qui signifie que la langue est positionnée aussi loin que possible du palais.
- Son point d'articulation est postérieur, ce qui signifie que la langue est placée aussi loin que possible à l'arrière de la bouche.
- Son caractère de rondeur est non arrondi, ce qui signifie que les lèvres ne sont pas arrondies.

## Langues
| Langues     | Mots   | Prononciations | Sens         | Notes |
| ----------- | ------ | -------------- | ------------ | --- |
| Anglais     | spa    | [spɑː]         | « spa »      | |
| Finnois     | kana   | [kɑnɑ]         | « poule »    | |
| Finnois     | kaali  | [kɑːli]        | « chou »     | |
| Français    | pâte   | [pɑt]          |              | Chez les locuteurs qui distinguent pâte de patte (notamment en Belgique, en Suisse romande, en Bourgogne, en Lorraine ou au Québec)) ; il existe la version nasalisée [ɑ̃] comme dans pendant [pɑ̃.dɑ̃]. |
| Khmer       | kâ     | [kɑ:]          | « cou »      | |
| Napolitain  | patete | ['pɑtətə]      | « ton père » | |
| Néerlandais | bad    | [bɑt]          | « bain »     | La position du point d'articulation peut varier selon le dialecte et la génération du locuteur. |
| Suédois     | sak    | [sɑːk],        | « chose »    | |
| Vietnamien  | tai    | [tɑ̄j]          | « oreille »  | |
| Shanghaïen  | 狼     | [lɑ̃˨˧]         | « loup »     | |